# Alessandro Genovesi
Pour les articles homonymes, voir Genovesi.
Alessandro Genovesi, né le 10 janvier 1973 à Milan (Lombardie), est un réalisateur, scénariste, metteur en scène et acteur italien.

## Biographie
Après avoir travaillé pendant plusieurs années dans le domaine du théâtre, en collaboration avec différents metteurs en scène dont Luca Ronconi, Elio De Capitani (it) et Carlo Cecchi, il écrit et met en scène en 2007 la pièce Happy Family, produite par le Teatro dell'Elfo (it) de Milan. La pièce a connu un grand succès et le texte a remporté le prix Riccione. En 2010, le réalisateur Gabriele Salvatores a décidé d'en faire un film et a demandé à l'auteur de participer en tant que scénariste et assistant réalisateur.
Le succès de Happy Family (it) a ouvert les portes du cinéma italien à Alessandro Genovesi, qui a été nommé pour un ruban d'argent et est passé derrière la caméra pour réaliser La peggior settimana della mia vita (it) (2011), dont il a également écrit le scénario, avec Fabio De Luigi et Cristiana Capotondi, dans le rôle de deux fiancés sur le point de se marier, mais auxquels s'opposent les parents de cette dernière. Le public a apprécié l'opération et Genovesi a donc écrit et réalisé la suite Il peggior Natale della mia vita (it) (2012). Il a été suivi de Soap opera (it) (2014), un film adapté d'un scénario initialement écrit pour le théâtre.
L'année 2015 voit la sortie de Ma che bella sorpresa (it) avec Claudio Bisio et Frank Matano, qui connaît un succès modéré, et trois ans plus tard, c'est au tour de Tu peux embrasser le marié avec Monica Guerritore, Cristiano Caccamo, Diego Abatantuono et Salvatore Esposito, dont l'action se déroule dans le village de Civita, dans la commune de Bagnoregio. Le long métrage, inspiré de la comédie musicale de Broadway My big gay Italian wedding, écrit par l'Italo-Américain Anthony J. Wilkinson, est sorti dans les salles de cinéma en mars 2018 et a rapporté 2 222 809 € en quelques mois.
En 2019, c'est au tour de Dieci giorni senza mamma (it), remake du film mexicain  Mamá se fue de viaje (2017), de rencontrer le succès dans son pays, suivi en 2020 de Dieci giorni con Babbo Natale (it). Aux acteurs du film précédent s'ajoute Diego Abatantuono, dans le rôle du Père Noël. 
À Noël 2021 sort en Italie Sept Femmes (7 donne e un mistero), remake de Huit Femmes de François Ozon. 

## Filmographie

### Réalisateur et scénariste
- 2011 : La peggior settimana della mia vita (it)
- 2012 : Il peggior Natale della mia vita (it)
- 2014 : Soap opera (it)
- 2015 : Ma che bella sorpresa (it)
- 2018 : Tu peux embrasser le marié (Puoi baciare lo sposo)
- 2019 : Dieci giorni senza mamma (it)
- 2020 : Dieci giorni con Babbo Natale (it)
- 2021 : Ridatemi mia moglie, feuilleton de deux épisodes
- 2021 : Sept Femmes (Sette donne e un mistero)
- 2024 : Fabricant de larmes (sur Netflix)

### Scénariste (seulement)
- 2010 : Happy Family (it) de Gabriele Salvatores